# Séléna Janicijevic
Séléna Janicijevic (* 23. Juli 2002 in Nogent-sur-Marne) ist eine französische Tennisspielerin.

## Karriere
Janicijevic begann mit sechs Jahren mit dem Tennisspielen und bevorzugt Sandplätze. Sie spielt bislang vorrangig Turniere der ITF Women’s World Tennis Tour, wo sie bislang zehn Einzel- und einen Doppeltitel erringen konnte und des ITF Junior Circuit.
Ihr erstes Profiturnier spielte sie im September 2018 in Clermont-Ferrand, ihr erstes Spiel auf der ITF World Tennis Tour gewann Janicijevic im März 2019 in Gonesse gegen Elixane Lechemia.
Vom französischen Tennisverband erhielt sie 2019 für die Hauptrunde des Dameneinzel der French Open eine Wildcard.

## Turniersiege

### Einzel
| Nr. | Datum             | Turnier   | Kategorie | Belag     | Finalgegnerin        | Ergebnis      |
| --- | ----------------- | --------- | --------- | --------- | -------------------- | ------------- |
| 1.  | 1. August 2021    | Knokke    | ITF W15   | Sand      | Lucie Nguyen Tan     | 6:3, 7:60     |
| 2.  | 26. Dezember 2021 | Gizeh     | ITF W15   | Hartplatz | Sapfo Sakellaridi    | 6:3, 2:6, 6:2 |
| 3.  | 30. Januar 2022   | Kairo     | ITF W25   | Sand      | Sinja Kraus          | 7:5, 3:6, 6:3 |
| 4.  | 13. Februar 2022  | Antalya   | ITF W15   | Sand      | Angelica Moratelli   | 6:3, 6:2      |
| 5.  | 26. Juni 2022     | Périgueux | ITF W25   | Sand      | Katharina Hobgarski  | 6:3, 6:2      |
| 6.  | 10. Juli 2022     | Getxo     | ITF W25   | Sand      | Sapfo Sakellaridi    | 4:6, 6:4, 7:5 |
| 7.  | 24. Juli 2022     | Perugia   | ITF W25   | Sand      | Anna Turati          | 6:2, 6:2      |
| 8.  | 2. April 2023     | Sopó      | ITF W25   | Sand      | Suzan Lamens         | 6:4, 5:7, 6:4 |
| 9.  | 1. Oktober 2023   | Lujan     | ITF W25   | Sand      | Julieta Lara Estable | 6:4, 7:60     |
| 10. | 16. Dezember 2023 | Vacaria   | ITF W60   | Sand      | Francisca Jorge      | 3:6, 6:3, 6:2 |

### Doppel
| Nr. | Datum            | Turnier | Kategorie | Belag             | Partnerin        | Finalgegnerinnen             | Ergebnis |
| --- | ---------------- | ------- | --------- | ----------------- | ---------------- | ---------------------------- | -------- |
| 1.  | 23. Oktober 2020 | Reims   | ITF W25   | Hartplatz (Halle) | Robin Montgomery | Harriet Dart Sarah Beth Grey | kampflos |

## Abschneiden bei Grand-Slam-Turnieren

### Einzel
| Turnier         | 2019 | 2020 | 2021 | 2022 | 2023 | 2024 | 2025 | Karriere |
| --------------- | ---- | ---- | ---- | ---- | ---- | ---- | ---- | -------- |
| Australian Open | —    | —    | —    | —    | 1    | Q1   | Q3   | 1        |
| French Open     | 1    | Q1   | Q1   | Q2   | 1    | Q1   | Q1   | 1        |
| Wimbledon       | —    |      | —    | —    | Q1   | Q2   | Q2   | —        |
| US Open         | —    | —    | —    | Q1   | —    | Q2   |      | —        |

Zeichenerklärung: S = Turniersieg; F, HF, VF, AF = Einzug ins Finale / Halbfinale / Viertelfinale / Achtelfinale; 1, 2, 3 = Ausscheiden in der 1. / 2. / 3. Hauptrunde; Q1, Q2, Q3 = Ausscheiden in der 1. / 2. / 3. Qualifikationsrunde; nicht ausgetragen